# هند در بازی‌های آسیایی ۱۹۷۴
هند در بازی‌های آسیایی ۱۹۷۴ در تهران، ایران که از ۱ تا ۱۶ سپتامبر ۱۹۷۴ برگزار شد، شرکت کرد. این کشور با ۴ مدال طلا، ۱۲ مدال نقره و ۱۲ مدال برنز (در مجموع ۳۲ مدال) در جایگاه هفتم قرار گرفت.